# Beatmania GB2 GatchaMIX
Beatmania GB2 GatchaMIX (estilizado como beatmania GB2 ガッチャミックス) es un videojuego derivado de la serie beatmania. Fue lanzado en noviembre de 1999 para la Game Boy Color con unas 25 canciones, veinte de ellas licenciadas de artistas más cinco canciones originales de Konami. Fue desarrollado por KCEJ en lugar de Bemani.

## Menú del juego
- Game Start: El jugador escoge uno de los courses para empezar una ronda. Tiene un total de cinco courses.[5]
- Free: Este modo sirve para interactuar con canciones previamente jugadas.
- 2P Battle: Es el modo versus, en donde dos jugadores compiten entre ellos para obtener el puntaje más alto.
- Options: Sirve para configurar el videojuego.
- Password: Es un sistema de contraseñas en donde el jugador ingresa palabras clave para desbloquear canciones ocultas en el modo 'Free.

## Lista de canciones
Las siguientes tablas muestran las canciones introducidas en el juego:
| - J-ガールポップ (J-GIRL POP) - Automatic - 夢見る少女じゃいられない - Time goes by - 負けないで - フレンズ (Canción oculta) - バンド (BAND) - ロビンソン - さすらい - Over Drive - BELIEVE - RYDEEN (Canción oculta) - アイドル (IDOL) - 夜空ノムコウ - 渚にまつわるエトセトラ - Catch You Catch Me - 抱いてHOLD ON ME! - 私がオバさんになっても (Canción oculta) | - アニソン (ANISON) - 宇宙戦艦ヤマト - 素敵な君 - 翔べ!ガンダム - 天使の休息 - ウルトラマンの歌 (Canción oculta) - ゴッタミックス (GOTTAMIX) - RVTK-1 - Miracle Moon - Hunting For You - LUV TO ME (disco mix) - GENOM SCREAMS (Canción oculta) |